# Sol (notă)
Sol este a cincea nota din gama do major. Aceasta face parte din arpegiu, do, mi, sol , do și invers. Nota sol se notează pe a doua linie a portativului de jos în sus. Sol este solistul din solfegiu.